# Apprenti

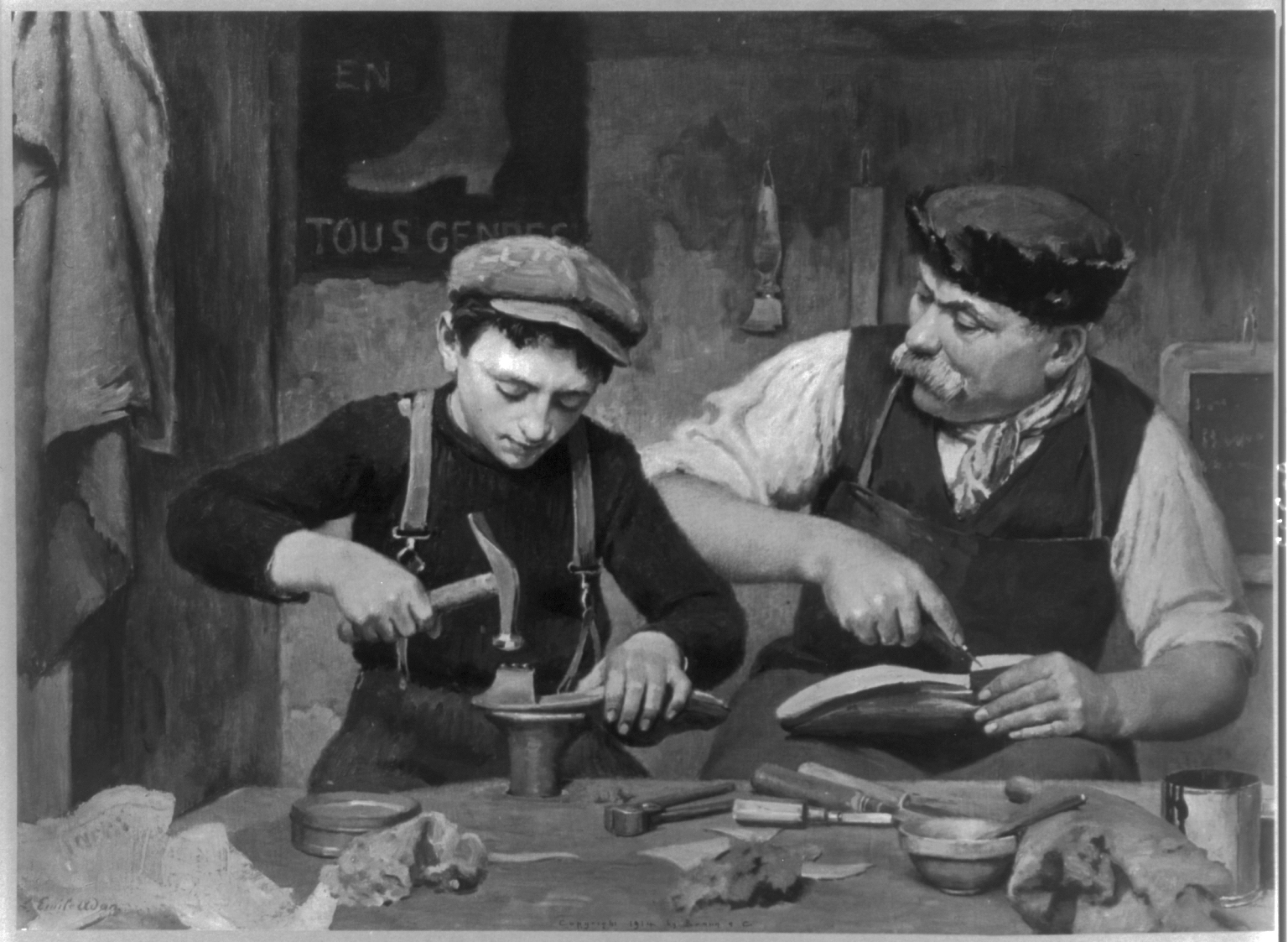
Jeune apprenti chez un cordonnier.

Un apprenti est une personne qui apprend un métier. Dans un contexte moderne, c'est un jeune professionnel qui suit une formation en alternance entre une entreprise et un centre de formation, les trois parties prenantes ayant signé un contrat d'apprentissage. Dans un contexte plus ancien, ce terme désigne un jeune homme employé par un maître artisan qui l'initie à son métier.
Le terme est également parfois utilisé pour désigner un novice, un débutant. En Suisse, l'apprentissage est la forme majoritaire de formation après l'école obligatoire (vers 15 ans).

## Historique en France
Le système de formation a tout d'abord été développé durant la fin du Moyen Âge et a, au fur et à mesure, été supervisé par les autorités municipales et communautaires. Un maître artisan avait le droit d'employer de jeunes gens comme de la main-d'œuvre à bas prix et devait en échange les initier officiellement à son métier. La plupart des apprentis étaient des hommes, mais il existait aussi des femmes apprenties dans nombre de métiers en relation avec la broderie, le tissage de la soie, etc. Les apprentis étaient jeunes (généralement entre quatorze et vingt-deux ans), célibataires et vivaient au domicile du maître artisan.
Au début de la Révolution française, en mars 1791, la décret d'Allarde, en supprimant les corporations, met fin au système d'apprentissage des métiers sous cette forme, l'encadrement normatif disparaissant avec les corporations.
La première moitié du XIXe siècle de la révolution industrielle, marqué par le déclin relatif de l'artisanat, milieu classique de l'apprentissage, et par l'essor de l'usine, tout en ayant recours au travail des enfants, ne propose pas de modèle alternatif de formation professionnelle à leur destination. 
Face au vide juridique et en s'appuyant sur le travail jurisprudentiel, la loi du 22 février 1851 sur le contrat d’apprentissage rend celui-ci obligatoire mais n'obligera pas son écrit.
L'institutionnalisation de la forme moderne de l'apprentissage n'intervient qu'à la sortie de la Première Guerre mondiale,,.

## L'apprentissage contemporain en France
Le contrat d'apprentissage est un contrat de travail, destiné aux 16-25 ans, élaboré en vue de la formation, sanctionnée par un diplôme, à un métier. Ce contrat repose sur le principe de l’alternance entre un enseignement théorique en centre de formation et une formation pratique chez l’employeur. Des cas de dérogation à la limite d'âge (16-30 ans) de conclusion d'un contrat d'apprentissage ont été mis en place par le gouvernement français.

## Dans l’Armée de l’Air
Depuis 1949, l’Armée de l’Air française a formé plus de 30,000 apprentis mécaniciens  dans l’École d'enseignement technique de l'Armée de l'air de Saintes.

## En franc-maçonnerie
En franc-maçonnerie, l'apprenti est le premier degré maçonnique après l'initiation. L'apprenti porte un tablier blanc, est interdit à prendre la parole et siège au nord de la loge, dans la partie la moins éclairée. Il est suivi par le degré de compagnon.

## Surnoms
L’apprenti est aussi appelé arpète dans le langage populaire, et surnommé lapin chez les Compagnons du devoir du Tour de France.